# Coeficiente de correlación de rango de Kendall
En estadística, el coeficiente de correlación de rango de Kendall, comúnmente conocido como coeficiente τ de Kendall (con la letra griega τ, tau), es una estadística utilizada para medir la asociación ordinal entre dos cantidades medidas. Una prueba τ es una prueba de hipótesis no paramétrica para la dependencia estadística basada en el coeficiente τ. 
Es una medida  de correlación de rango: la semejanza en el ordenamiento de los datos cuando se clasifican en rangos por cada una de las cantidades. Su nombre referencia a Maurice Kendall, quién lo desarrolló en 1938, aunque Gustav Fechner había propuesto una medida similar en el contexto de series de tiempo en 1897.
Intuitivamente, la correlación de Kendall entre dos variables será alta cuando las observaciones tengan un rango similar (o idéntico para una correlación de 1) (es decir, la posición relativa de las observaciones dentro de la variable: 1º, 2º, 3º, etc.) entre los dos variables, y bajo cuando las observaciones tienen un rango diferente (o completamente diferente para una correlación de -1) entre las dos variables. 
Tanto  {\displaystyle \tau } de Kendall y  {\displaystyle \rho } de Spearman pueden formularse como casos especiales de un coeficiente de correlación general   . 

## Definición
Sea {\displaystyle (x_{1},y_{1}),...,(x_{n},y_{n})} un conjunto de observaciones de las variables aleatorias conjuntas X e Y, de modo que todos los valores de ( {\displaystyle x_{i}} ) y ( {\displaystyle y_{i}} ) son únicos (los vínculos se ignoran por simplicidad). Cualquier par de observaciones {\displaystyle (x_{i},y_{i})} y {\displaystyle (x_{j},y_{j})}, dónde {\displaystyle i<j}, se dice que son un par concordante si el orden de clasificación de {\displaystyle (x_{i},x_{j})} y {\displaystyle (y_{i},y_{j})} está de acuerdo: es decir, si ambos {\displaystyle x_{i}>x_{j}} e {\displaystyle y_{i}>y_{j}} o ambos {\displaystyle x_{i}<x_{j}} e {\displaystyle y_{i}<y_{j}} ; de lo contrario se dice que son discordantes . 
El coeficiente τ de Kendall se define como: 
{\displaystyle \tau ={\frac {({\text{número de pares concordantes}})-({\text{número de pares discordantes}})}{n \choose 2}}.} 
Donde {\displaystyle {n \choose 2}={n(n-1) \over 2}} es el coeficiente binomial para la cantidad de formas de elegir dos elementos de {\displaystyle n} elementos. 

### Propiedades
El denominador es el número total de combinaciones de pares, por lo que el coeficiente debe estar en el rango −1   ≤   τ   ≤   1) 
- Si la concordancia entre las dos clasificaciones es perfecto (es decir, son iguales) el coeficiente tiene el valor 1.
- Si el desacuerdo entre las dos clasificaciones es perfecto (es decir, una clasificación es la inversa de la otra), el coeficiente tiene un valor −1.
- Si X e Y son independientes, entonces esperaríamos que el coeficiente sea aproximadamente cero.
- Una expresión explícita para el coeficiente de rango de Kendall es {\displaystyle \tau ={\frac {2}{n(n-1)}}\sum _{i<j}\operatorname {sgn}(x_{i}-x_{j})\operatorname {sgn}(y_{i}-y_{j})} .

## Prueba de hipótesis
El coeficiente de rango de Kendall a menudo se usa como estadística de prueba en una prueba de hipótesis estadística para establecer si dos variables pueden considerarse como dependientes estadísticamente. Esta prueba es no paramétrica, ya que no se basa en suposiciones sobre las distribuciones de X o Y o la distribución de ( X, Y ). 
Bajo la hipótesis nula de independencia de X e Y, la distribución muestral de τ tiene un valor esperado de cero. La distribución precisa no puede caracterizarse en términos de distribuciones comunes, pero puede calcularse exactamente para muestras pequeñas; para muestras más grandes, es común usar una aproximación a la distribución normal, con media cero y varianza: 
{\displaystyle {\frac {2(2n+5)}{9n(n-1)}}} .

## Contabilidad de empates
Un par {\displaystyle \{(x_{i},y_{i}),(x_{j},y_{j})\}} se dice que está empatado si {\displaystyle x_{i}=x_{j}} o {\displaystyle y_{i}=y_{j}} ; un par empatado no es ni concordante ni discordante. Cuando surgen pares vinculados en los datos, el coeficiente puede modificarse de varias maneras para mantenerlo en el rango [−1,   1]: 

### Tau-a
La prueba estadística Tau indica la fuerza de asociación de las tabulaciones cruzadas. Ambas variables tienen que ser ordinales. Tau-a no hará ningún ajuste ante empates. Se define como: 
{\displaystyle \tau _{A}={\frac {n_{c}-n_{d}}{n_{0}}}}
donde nc, nd y n0 se definen como en la siguiente sección. 

### Tau-b
La estadística Tau-b, a diferencia de Tau-a, hace ajustes ante empates. Los valores de Tau-b varían de −1 (asociación negativa al 100% o inversión perfecta) a +1 (asociación positiva al 100% o acuerdo perfecto). Un valor de cero indica la ausencia de asociación. 
El coeficiente Kendall Tau-b se define como: 
{\displaystyle \tau _{B}={\frac {n_{c}-n_{d}}{\sqrt {(n_{0}-n_{1})(n_{0}-n_{2})}}}}
dónde 
{\displaystyle {\begin{aligned}n_{0}&=n(n-1)/2\\n_{1}&=\sum _{i}t_{i}(t_{i}-1)/2\\n_{2}&=\sum _{j}u_{j}(u_{j}-1)/2\\n_{c}&={\text{Número de pares concordantes}}\\n_{d}&={\text{Número de pares discordantes}}\\t_{i}&={\text{Número de valores empatados en el }}i{\text{-ésimo grupo de empates para la primera cantidad}}\\u_{j}&={\text{Número de valores empatados en el }}j{\text{-ésimo grupo de empates para la segunda cantidad}}\end{aligned}}}
Tenga en cuenta que algunos software estadísticos, por ejemplo SPSS, utilizan fórmulas alternativas por eficiencia computacional, con el doble del número 'habitual' de pares concordantes y discordantes.

### Tau-c
Tau-c (también llamado Stuart-Kendall Tau-c) es más adecuado que Tau-b para el análisis de datos basados en tablas de contingencia no cuadradas (es decir, rectangulares). Por lo tanto, use Tau-b si la escala subyacente de ambas variables tiene el mismo número de valores posibles (antes de la clasificación) y Tau-c si difieren. Por ejemplo, una variable podría puntuarse en una escala de 5 puntos (muy buena, buena, promedio, mala, muy mala), mientras que la otra podría basarse en una escala más fina de 10 puntos. 
El coeficiente Kendall Tau-c se define como:
{\displaystyle \tau _{C}={\frac {2(n_{c}-n_{d})}{n^{2}{\frac {(m-1)}{m}}}}}
dónde 
{\displaystyle {\begin{aligned}n_{c}&={\text{Número de pares concordantes}}\\n_{d}&={\text{Número de pares discordantes}}\\r&={\text{Número de filas}}\\c&={\text{Número de columnas}}\\m&=\min(r,c)\end{aligned}}}

## Pruebas de significancia
Cuando dos cantidades son estadísticamente independientes, la distribución de {\displaystyle \tau } no es fácilmente caracterizable en términos de distribuciones conocidas. Sin embargo, para {\displaystyle \tau _{A}} la siguiente estadística, {\displaystyle z_{A}}, se distribuye aproximadamente como un estándar normal cuando las variables son estadísticamente independientes: 
{\displaystyle z_{A}={3(n_{c}-n_{d}) \over {\sqrt {n(n-1)(2n+5)/2}}}}
Por lo tanto, para probar si dos variables son estadísticamente dependientes, uno calcula {\displaystyle z_{A}} y encuentra la probabilidad acumulativa de una distribución normal estándar en {\displaystyle -|z_{A}|} . Para una prueba de 2 colas, multiplique ese número por dos para obtener el valor p . Si el valor p está por debajo de un nivel de significancia dado, uno rechaza la hipótesis nula (en ese nivel de significancia) de que las cantidades son estadísticamente independientes. 
Se deben agregar numerosos ajustes a {\displaystyle z_{A}} al contabilizar los empates. La siguiente estadística, {\displaystyle z_{B}}, tiene la misma distribución que la distribución {\displaystyle \tau _{B}}, y nuevamente es aproximadamente igual a una distribución normal estándar cuando las cantidades son estadísticamente independientes: 
{\displaystyle z_{B}={n_{c}-n_{d} \over {\sqrt {v}}}}
dónde 
{\displaystyle {\begin{array}{ccl}v&=&(v_{0}-v_{t}-v_{u})/18+v_{1}+v_{2}\\v_{0}&=&n(n-1)(2n+5)\\v_{t}&=&\sum _{i}t_{i}(t_{i}-1)(2t_{i}+5)\\v_{u}&=&\sum _{j}u_{j}(u_{j}-1)(2u_{j}+5)\\v_{1}&=&\sum _{i}t_{i}(t_{i}-1)\sum _{j}u_{j}(u_{j}-1)/(2n(n-1))\\v_{2}&=&\sum _{i}t_{i}(t_{i}-1)(t_{i}-2)\sum _{j}u_{j}(u_{j}-1)(u_{j}-2)/(9n(n-1)(n-2))\end{array}}}
Esto a veces se conoce como la prueba de Mann-Kendall.

## Algoritmos
El cálculo directo del numerador. {\displaystyle n_{c}-n_{d}}, implica dos iteraciones anidadas, caracterizadas por el siguiente pseudocódigo: 
```
numerador := 0

for
 i := 2..N 
do

  
for
 j := 1..(i - 1) 
do

    numerador := numerador + signo(x[i] - x[j]) × signo(y[i] - y[j])

return
 numerador
```

Aunque es rápido de implementar, este algoritmo es {\displaystyle O(n^{2})} en complejidad y se vuelve muy lento en muestras grandes. Se puede usar un algoritmo más sofisticado construido sobre el algoritmo Merge Sort para calcular el numerador en tiempo {\displaystyle O(n\cdot \log {n})}. 
Comience ordenando sus puntos de datos por la primera cantidad, {\displaystyle x} y secundariamente (entre empates en {\displaystyle x} ) por la segunda cantidad, {\displaystyle y}. Con este ordenamiento inicial {\displaystyle y} no está ordenado, y el núcleo del algoritmo consiste en calcular cuántos pasos tomaría una Bubble Sort para ordenar esta {\displaystyle y} inicial. Un algoritmo mejorado de clasificación por mezcla, con complejidad {\displaystyle O(n\log n)}, se puede aplicar para calcular el número de intercambios, {\displaystyle S(y)}, eso sería requerido por un Bubble Sort para ordenar {\displaystyle y_{i}} . Entonces el numerador para {\displaystyle \tau } se calcula como: 
{\displaystyle n_{c}-n_{d}=n_{0}-n_{1}-n_{2}+n_{3}-2S(y),}
dónde {\displaystyle n_{3}} se calcula como {\displaystyle n_{1}} y {\displaystyle n_{2}}, pero con respecto a los empates conjuntos en {\displaystyle x} y {\displaystyle y} . 
Un ordenamiento por mezcla divide los datos que se ordenarán {\displaystyle y} en dos mitades aproximadamente iguales {\displaystyle y_{\mathrm {izq} }} y {\displaystyle y_{\mathrm {der} }}, ordena cada mitad recursivamente y luego combina las dos mitades ordenadas en un vector completamente ordenado. El número de intercambios de  Bubble Sort es igual a: 
{\displaystyle S(y)=S(y_{\mathrm {izq} })+S(y_{\mathrm {der} })+M(Y_{\mathrm {izq} },Y_{\mathrm {der} })}
dónde {\displaystyle Y_{\mathrm {izq} }} y {\displaystyle Y_{\mathrm {der} }} son las versiones ordenadas de {\displaystyle y_{\mathrm {izq} }} y {\displaystyle y_{\mathrm {der} }} y {\displaystyle M(\cdot ,\cdot )} caracteriza el Bubble Sort swap-equivalente para una operación de fusión. {\displaystyle M(\cdot ,\cdot )} se calcula como se muestra en el siguiente pseudocódigo: 
```
 
function
 M(L[1..n], R[1..m]) is
  i := 1
  j := 1
  nSwaps := 0
  
while
 i ≤ n 
and
 j ≤ m 
do

    if R[j] < L[i] 
then

      nSwaps := nSwaps + n - i + 1
      j := j + 1
    
else

      i := i + 1
  
return
 nSwaps 
```

Un efecto secundario de los pasos anteriores es que uno termina con una versión ordenada de {\displaystyle x} y una versión ordenada de {\displaystyle y} . Con esto, los factores {\displaystyle t_{i}} y {\displaystyle u_{j}} usados para calcular {\displaystyle \tau _{B}} se obtienen fácilmente en un solo paso de tiempo lineal a través de las matrices ordenadas. 

## Implementaciones de software
- El paquete base de estadísticas de R implementa la prueba cor.test(x, y, method = "kendall") en su paquete "stats" (también cor(x, y, method = "kendall") funcionará, pero sin volver el valor p).
- Para Python, la biblioteca SciPy implementa el cálculo de {\displaystyle \tau } en scipy.stats.kendalltau

## Otras lecturas
- Abdi, H. (2007). «Kendall rank correlation».  En Salkind, N.J., ed. Encyclopedia of Measurement and Statistics. Thousand Oaks (CA): Sage.
- Daniel, Wayne W. (1990). «Kendall's tau». Applied Nonparametric Statistics (2nd edición). Boston: PWS-Kent. pp. 365-377. ISBN 978-0-534-91976-4.
- Kendall, Maurice; Gibbons, Jean Dickinson (1990). Rank Correlation Methods. Charles Griffin Book Series (5th edición). Oxford: Oxford University Press. ISBN 978-0195208375.
- Bonett, Douglas G.; Wright, Thomas A. (2000). «Sample size requirements for estimating Pearson, Kendall, and Spearman correlations». Psychometrika 65 (1): 23-28. doi:10.1007/BF02294183.